# Věznice Saint-Lazare
Věznice Saint-Lazare (francouzsky Prison Saint-Lazare) je bývalé vězení v Paříži v 10. obvodu v Rue du Faubourg-Saint-Denis č. 107, které sloužilo i jako nemocnice.

## Historie
Ve 12. století byl u silnice z Paříže do Saint-Denis založen špitál svatého Lazara pro malomocné. Vincenc z Pauly zde založil roku 1632 kongregaci nazývanou též lazaristé podle mateřského kláštera a převzal i zdejší leproserii. Od 17. století se místo stalo rovněž zvláštním vězením pro psychicky nemocné, pro zhýralé muže a dívky uvězněné na žádost své rodiny, a také pro neukázněné kněze.
Za Francouzské revoluce byly kongregace a špitál zrušeny a budova v roce 1794 přeměněna na vězení. V době hrůzovlády zde bylo uvězněno a usmrceno mnoho osob. V 19. století sloužilo vězení i jako vězeňská nemocnice, kde se konaly povinné zdravotní prohlídky prostitutek. Kolem roku 1824 byla stará věznice zbourána a postaveny nové budovy určené pro ženskou věznici.
Věznice byla uzavřena v roce 1927. V roce 1935 bylo vězení z velké části zbořeno a zbývající části budovy sloužily jako nemocnice pro ženy. Nemocnice Saint-Lazare byla trvale uzavřena na konci roku 1998, tehdy měla jen 55 lůžek.
Z původního vězení zůstala pouze vězeňská ošetřovna a kaple z roku 1834 (architekt Louis-Pierre Baltard). Tyto části budovy jsou od roku 2005 chráněny jako historická památka.

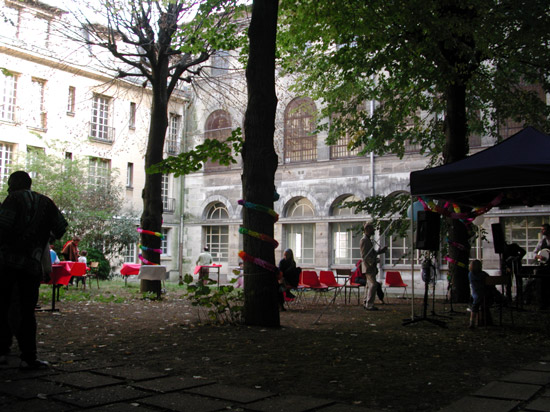
Nádvoří bývalé nemocnice

## Známí vězni
Muži
- Louis-Pierre Anquetil (1723-1808), francouzský historik
- François-Joseph Bélanger (1744-1818), francouzský architekt
- André Chénier (1762-1794), francouzský spisovatel
- Jean-Antoine Roucher (1745-1794) francouzský spisovatel
- Hubert Robert (1733-1808), francouzský malíř
- Markýz de Sade (1740-1814), francouzský šlechtic a spisovatel
- Joseph-Benoît Suvée (1743-1807), belgický malíř
- Friedrich von der Trenck (1727-1794), pruský důstojník a dobrodruh
- Carl Constantin von Hessen-Rheinfels-Rotenburg (1752-1821), hesenský princ a generál Francouzské revoluce

Ženy
- Henriette Caillaux (1874-1943), francouzská atentátnice
- Louise Michel (1830-1905), francouzská spisovatelka a anarchistka
- Mata Hari (1876-1917), holandská tanečnice a špionka